# Leichtathletik-Weltmeisterschaften 2009/Teilnehmer (Namibia)
| Gelbes Symbol für Goldmedaillen mit stilisierten Olympischen Ringen | Graues Symbol für Silbermedaillen mit stilisierten Olympischen Ringen | Braundes Symbol für Bronzemedaillen mit stilisierten Olympischen Ringen |
| ------------------------------------------------------------------- | --------------------------------------------------------------------- | ----------------------------------------------------------------------- |
| —                                                                   | —                                                                     | —                                                                       |

Der namibische Leichtathletik-Verband stellte vier Athleten bei den Leichtathletik-Weltmeisterschaften 2009 in Berlin.

## Ergebnisse

### Männer

#### Laufdisziplinen
| Athlet                    | Disziplin | Vorlauf | Vorlauf | Halbfinale | Halbfinale | Finale | Finale |
| Athlet                    | Disziplin | Zeit    | Platz   | Zeit       | Platz      | Zeit   | Platz  |
| ------------------------- | --------- | ------- | ------- | ---------- | ---------- | ------ | ------ |
| Reinhold Ndalikokule Iita | Marathon  |         |         |            |            | DNF    | DNF    |

#### Sprung/Wurf
| Athlet       | Disziplin  | Qualifikation | Qualifikation | Finale             | Finale             |
| Athlet       | Disziplin  | Weite/Höhe    | Platz         | Weite/Höhe         | Platz              |
| ------------ | ---------- | ------------- | ------------- | ------------------ | ------------------ |
| Stephan Louw | Weitsprung | 7,74 m        | 30            | nicht qualifiziert | nicht qualifiziert |

### Frauen

#### Laufdisziplinen
| Athletin         | Disziplin | Vorlauf | Vorlauf | Halbfinale | Halbfinale | Finale       | Finale |
| Athletin         | Disziplin | Zeit    | Platz   | Zeit       | Platz      | Zeit         | Platz  |
| ---------------- | --------- | ------- | ------- | ---------- | ---------- | ------------ | ------ |
| Helalia Johannes | Marathon  |         |         |            |            | 2:50:19 h SB | 55     |
| Beata Naigambo   | Marathon  |         |         |            |            | 2:33:05 h PB | 23     |